# Contea di Nueces
La contea di Nueces in inglese Nueces County è una contea dello Stato del Texas, negli Stati Uniti. La popolazione al censimento del 2010 era di 340 223 abitanti. Il capoluogo di contea è Corpus Christi. Il nome deriva dal fiume Nueces che scorre nella Contea. È stata creata nel 1846 dalla Contea di San Patricio, ed organizzata l'anno successivo.

## Geografia fisica
| Anno | Popolazione | ±%     |
| ---- | ----------- | ------ |
| 1850 | 698         | Note:  |
| 1860 | 2 906       | 316,3% |
| 1870 | 3 975       | 36,8%  |
| 1880 | 7 673       | 93,0%  |
| 1890 | 8 093       | 5,5%   |
| 1900 | 10 439      | 29,0%  |
| 1910 | 21 955      | 110,3% |
| 1920 | 22 807      | 3,9%   |
| 1930 | 51 779      | 127,0% |
| 1940 | 92 661      | 79,0%  |
| 1950 | 165 471     | 78,6%  |
| 1960 | 221 573     | 33,9%  |
| 1970 | 237 544     | 7,2%   |
| 1980 | 268 215     | 12,9%  |
| 1990 | 291 145     | 8,5%   |
| 2000 | 313 645     | 7,7%   |
| 2010 | 340 223     | 8,5%   |

Secondo l'Ufficio del censimento degli Stati Uniti d'America la contea ha un'area totale di 1 166 miglia quadrate (3020 km²), di cui 838 miglia quadrate (2170 km²) sono terra, mentre 327 miglia quadrate (850 km², corrispondenti al 28% del territorio) sono costituiti dall'acqua. Confina con il Golfo del Messico.

### Strade principali
- Interstate 37
- Interstate 69E
- U.S. Highway 77
- U.S. Highway 181
- State Highway 35
- State Highway 44
- State Highway 286
- State Highway 357
- Farm to Market Road 43
- Farm to Market Road 70
- Farm to Market Road 624
- Farm to Market Road 665
- Farm to Market Road 666

### Contee adiacenti
- San Patricio County (nord)
- Kleberg County (sud)
- Jim Wells County (ovest)

## Città
| - Agua Dulce - Aransas Pass - Banquete - Bishop - Chapman Ranch - Corpus Christi | - Driscoll - Ingleside - La Paloma-Lost Creek - North San Pedro - Petronila - Port Aransas | - Rabb - Rancho Banquete - Robstown - San Patricio - Sandy Hollow-Escondidas - Spring Garden-Terra Verde | - Tierra Grande - Violet |